# Arisaema scortechinii
Arisaema scortechinii är en kallaväxtart som beskrevs av Joseph Dalton Hooker. Arisaema scortechinii ingår i släktet Arisaema och familjen kallaväxter. Inga underarter finns listade.